# 愛知県道329号美合停車場線
愛知県道329号美合停車場線（あいちけんどう329ごう みあいていしゃじょうせん）は、愛知県岡崎市内を通る一般県道である。

## 概要
美合駅から来る市道と愛知県道328号本郷美合停車場線の交点が起点で、当路線は北東に向かい勾配を下って国道1号に出る。

### 路線データ
- 起点：愛知県岡崎市美合町生田
- 終点：愛知県岡崎市美合新町（国道1号交点）

## 沿革
- 1959年12月15日：認定

## 通過する自治体
- 愛知県
  - 岡崎市

## 接続する道路
- 愛知県道328号本郷美合停車場線（馬頭道）（美合町生田地内）
- 国道1号（美合西交差点）

## 周辺
- 名鉄名古屋本線 美合駅
- 美合郵便局

## 別名
- 馬頭道（岡崎市）